# 那須彰
那須 彰（なす あきら、1942年6月9日 - ）は、日本の裁判官、法務官僚。法務省大阪法務局長や、大阪高等裁判所部総括判事、京都地方裁判所所長、関西大学法科大学院教授等を歴任した。

## 人物・経歴
神戸大学法学部卒業。1968年京都地方裁判所判事補任官。神戸地方裁判所姫路支部部総括判事、大阪地方裁判所部総括判事等を経て、1995年法務省福岡法務局長。1997年法務省大阪法務局長。大阪高等裁判所判事を経て、1999年徳島地方裁判所所長。2001年大阪高等裁判所部総括判事。2005年京都地方裁判所所長。2007年関西大学法科大学院教授。